# Kelisia tarda
Kelisia tarda är en insektsart som beskrevs av Haupt 1935. Kelisia tarda ingår i släktet Kelisia och familjen sporrstritar. Inga underarter finns listade i Catalogue of Life.